# Ataque de Yehud
El Ataque de Yehud se realizó sobre una casa civil en la ciudad de Yehud, por un grupo Fedayín palestino el 12 de octubre de 1953. Tres civiles judíos israelíes fueron asesinados en el ataque.

## El ataque
El lunes, 12 de octubre de 1953, un grupo Fedayín palestino se infiltró en Israel desde Jordania. Los militantes alcanzaron la ciudad judía de Yehud, localizada a 13 Km al Este de Tel Aviv, donde lanzaron una granada de mano al interior de una casa habitada.
Una mujer judía, Suzanne Kinyas, y sus dos niños (una niña de 3 años y un niño de año y medio) fueron asesinados.
Las pistas de los atacantes llevaron al pueblo palestino de Rantis, entonces bajo control de Jordania, localizada a 10 Km al Norte de Qibya.
El ataque impactó a la población israelí, por ser el primer ataque terrorista realizado en el centro de Israel y porque las víctimas del ataque eran una mujer y sus niños, que fueron asesinados mientras dormían.

## Represalia israelí
Aunque el comandante de la Legión Árabe (como se llamaban las Fuerzas Armadas de Jordania  entonces, Glubb Pasha, prometió que Jordania atraparía a los terroristas y los llevaría ante la justicia, en la mañana del 13 de octubre el primer ministro de Israe David Ben-Gurión, el Jefe de  Estado Mayor de las Fuerzas Armadas de Israel Mordechai Maklef, su segundo Moshe Dayan y el ministro de defensa en funcioes Pinhas Lavon; decidieron vengar el ataque.
Aproximadamente 13 soldados de las IDF participaron en la represalia represalia denominada Masacre de Quibya u Operation Shoshana (nombre de la niña de 3 años asesinada), que fue dirigida por Ariel Sharon. La IDF llegó a la aldea de Qibya, arrojaron granadas y abrieron fuego a través de las ventanas y puertas de las casas. Después volaron 45 casas, una escuela y una mezquita. Sobre unos 60 civiles, la mayoría mujeres y niños fueron asesinados.
El acto estuvo condenado por el Ministerio de asuntos exteriores de EE.UU., el Consejo de Seguridad de la ONU, y por comunidades judías en todo el mundo.